# Ник Калатес
Николас Вилијам Калатес (грч. Νικόλαος "Νικ" Καλάθης; Каселбери, Флорида, 7. фебруар 1989) грчки је кошаркаш. Игра на позицији плејмејкера, а тренутно наступа за Монако.

## Успеси

### Клупски
- Локомотива Кубањ:
  - Еврокуп (1): 2012/13.
- Панатинаикос:
  - Евролига (1): 2010/11.
  - Првенство Грчке (5): 2009/10, 2010/11, 2016/17, 2017/18, 2018/19.
  - Куп Грчке (4): 2012, 2016, 2017, 2019.
- Барселона:
  - Првенство Шпаније (1): 2020/21.
  - Куп Шпаније (2): 2021, 2022.
- Фенербахче:
  - Првенство Турске (1): 2023/24.
  - Куп Турске (1): 2024.

### Појединачни
- Идеални тим Евролиге — прва постава (2): 2017/18, 2018/19.
- Најкориснији играч Еврокупа (1): 2012/13.
- Идеални тим Еврокупа — прва постава (1): 2012/13.
- Најкориснији играч Купа Грчке (1): 2019.
- Најкориснији играч финала Купа Турске (1): 2024.

### Репрезентативни
- Европско првенство:
  -  2009.